# Приводнение Ил-12 в Казани
Приводнение Ил-12 в Казани — авиационная катастрофа самолёта Ил-12Б компании Аэрофлот, в четверг 30 апреля 1953 года близ Казани. Самолёт заходил на посадку и при полёте над Волгой отказали оба двигателя. Экипаж в темноте выполнил посадку на воду, все пассажиры были эвакуированы на поверхность реки, самолёт затонул. Один из пассажиров решил самостоятельно доплыть до берега, не дожидаясь помощи, но не рассчитал свои силы и погиб (утонул).

## Самолёт
Ил-12Б с регистрационным номером СССР-Л1777 (заводской — 93013114, серийный — 31-14) был выпущен 24 марта 1949 года заводом «Знамя Труда» (Москва). Авиалайнер передали Главному управлению гражданского воздушного флота, которое в свою очередь направило его в 65-й (Внуковский) авиационный отряд Московского управления транспортной авиации гражданского воздушного флота.

## Экипаж
- Командир воздушного судна — Суворов Родион Михайлович
- Второй пилот — Крестенко Анатолий Алексеевич
- Бортмеханик — Мальцев Николай Васильевич
- Бортрадист — Лопатин В. И.
- Бортпроводник — Шляпенко[2]

## Катастрофа
Самолёт выполнял пассажирский рейс 35 из Москвы в Новосибирск с первой промежуточной посадкой в Казани. Поздним вечером в 19:11 с 18 пассажирами и 5 членами экипажа на борту вылетел из аэропорта Внуково и после набора высоты занял плановый эшелон 1200 метров. После прохождения Суроватихи (Нижегородская область) на рейсе 35 заметили впереди на маршруте грозовые облака, поэтому лайнер снизился до 600—700 метров, после чего обошёл грозу с северной стороны. Волгу экипаж увидел в районе железнодорожного моста, после чего, следуя вдоль неё, направился к Казани, а затем на высоте 600 метров вошёл в воздушное пространство аэропорта. Самолёт летел над южным берегом реки, когда примерно за три—четыре минуты до происшествия с него запросили разрешение войти в зону круга. Это разрешение было дано, поэтому Ил-12 снизился до 300 метров.
Авиалайнер в темноте пролетал над изгибом реки, когда в 21:37 неожиданно произошёл очень сильный удар, от которого у экипажа, с его слов, даже потемнело в глазах, после чего в обоих двигателях упала мощность, а из выхлопных патрубков появились пламя. Поняв, что произошёл пожар двигателей, экипаж попытался зафлюгировать воздушные винты, но безуспешно. Работающие теперь в режиме авторотации воздушные винты начали создавать значительное аэродинамическое сопротивление, в результате которого самолёт начал быстро терять горизонтальную скорость и высоту. В сложившейся ситуации командир воздушного судна Родион Михайлович Суворов принял решение садиться на реку и приводнить Ил-12 в районе Казанского речного порта. После приводнения он лично вышел в салон самолёта и обратился к пассажирам с просьбой о том, чтобы они сохраняли спокойствие, не брали с собой ничего лишнего, а также немедленно эвакуировались. Поскольку экипаж оставил включёнными фары самолёта, через некоторое время это привлекло внимание проплывающих мимо рыбаков. Местные жители на своих лодках эвакуировали весь экипаж и 17 пассажиров. Один из пассажиров решил самостоятельно доплыть до берега, не дожидаясь помощи, но не рассчитал свои силы и погиб (утонул). За быстрое и своевременное решение экипажа командир корабля Р. М. Суворов был награждён Орденом Красной Звезды.

## Причины
Как установила комиссия, тот удар, который стал причиной происшествия, был вызван столкновением самолёта со стаей уток. Одна утка врезалась в кабину пилотов, но удар пришёлся чуть выше фонаря, а потому остекление не пострадало, хотя деформировало стрингер. Ещё одну утку обнаружили в левом двигателе между цилиндров. Также были глубокие вмятины на обшивке. Кроме того, заднюю крышку щитка переключателей изогнуло так, что замкнуло контакторы переключателей магнето, а рычажок аварийного выключателя магнето от удара опустился в положение «выключено», при этом оборвало контровую проволоку, что в итоге привело к тому, что в обоих двигателях выключилось зажигание. Зажигание выключилось почти мгновенно, а топливная смесь ещё поступала в цилиндры, но теперь не могла там воспламениться из-за отсутствия искры, а потому её воспламенение происходило только в выхлопных патрубках. Эти языки пламени экипаж с пассажирами и приняли по ошибке за пожар. Хотя воздушные винты крутились в режиме авторотации, но частота вращения приводимых ими генераторов была недостаточной для поддержания необходимого напряжения в бортовой электросети. Это низкое напряжение и было причиной того, что не сработала система флюгирования воздушных винтов. Аккумуляторы же также не могли выдать достаточное напряжение, так как полёт выполнялся ночью при включенном ночном оборудовании, командной радиостанции и освещении пассажирского салона.